# Cercle en pointillés
Cette page contient des caractères spéciaux ou non latins. S’ils s’affichent mal (▯, ?, etc.), consultez la page d’aide Unicode.
Le cercle en pointillés ‹ ◌ › est un symbole typographique notamment utilisé pour illustrer les diacritiques combinants, ou dans certains diagrammes ou carte géographique.

## Utilisation
Dans Unicode, les diacritiques se combinent avec le caractère de base précédent ou avec le groupe de caractères formant une unité de base précédent.
Lorsque ces diacritiques sont illustrés sans caractère de base, ils peuvent être représentés sur un cercle en pointillés pour lequel le caractère U+25CC ◌ est généralement utilisé.
Par exemple, « ◌̂ » illustre le diacritique accent circonflexe U+0302 à l’aide de la séquence de caractères U+25CC, U+0302.